# АвтоВАЗагрегат
«АвтоВАЗагрегат» — советское, а затем российское предприятие, производитель автокомпонентов, располагалось близ микрорайона Поволжский города Тольятти. В 2015 году предприятие остановило работу, работники отправлены без содержания в отпуск, 8 октября 2015 года по решению Арбитражного Суда предприятие признано банкротом, введена процедура наблюдения, под руководством арбитражного управляющего. После банкротства, завод находился в собственности основного кредитора госкорпорации Ростех.
В 2021—2023 годах на промышленной площадке было запущено производство стальных дверей, российской группы компаний «Феррони», инвестиции в завод составили 4,4 млрд рублей. 14 мая 2023 новое производство было уничтожено огнем.

## История
Вопрос о необходимости создания предприятия по восстановлению деталей, узлов и агрегатов автомобилей «ВАЗ», выпуску оборудования для ремонта и диагностики легковых автомобилей в городе Тольятти был поставлен в 1982 году.
2 марта 1984 года завод был создан как производственное подразделение «АвтоВАЗа», тогда же по предложению Виктора Полякова и получил своё название и с этой даты официально шло празднование дня рождения завода.
В 1989 году была выпущена первая продукция.
В 2000 году предприятие с разрешения президента АвтоВАЗа Алексея Николаева было передано тольяттинской группе «Лада Интер Сервис» (ЛИС) под руководством Сергея Сычёва. Генеральным директором завода был назначен Александр Андреевич Маштаков. В 2006 году в ходе тольяттинской криминальной войны 8 июня был убит заместитель директора предприятия «АвтоВАЗагрегат» Борис Селиванов.
В 2012 году предприятие перешло под контроль московских предпринимателей, владельцев компании «Волгомост». Генеральным директором завода был назначен Виктор Козлов.
В 2015 году по решению президента АвтоВАЗа Бу Андерссона, АвтоВАЗ отказался от партнёрства с АвтоВАЗагрегат в пользу Faurecia. Летом этого года предприятие остановило работу, более 2 тыс. сотрудников были отправлены без содержания в вынужденный отпуск. Это привело к социальному напряжению в городе, с перекрытием работниками трассы М-5. Прокуратура возбудило дело в отношении директора завода Виктора Козлова. По решению Арбитражного суда на предприятии было введено конкурсное управление.
В 2016 году губернатор Самарской области Н. И. Меркушкин на встрече с работниками завода, на вопрос работницы дочернего предприятия «Пошив-АвтоВАЗагрегат» о сроках погашения задолжности по зарплате ответил, что «никогда если в таком тоне вы будете разговаривать». Посоветовав работникам обратится к послу США Джону Теффту.

## Деятельность
Основным потребителем продукции предприятия являлся «АвтоВАЗ», на конвейер которого поставлялся широкий спектр комплектующих: сиденья, системы выпуска газов (глушители), каталитические нейтрализаторы отработавших газов, трубки тормозной и топливной систем и другие.
Всего выпускалось более 400 наименований продукции, некоторые из позиций комплектующих выпускались только на «АвтоВАЗагрегате».
В 2006 году предприятие реализовало продукции на 8542 млн рублей (без НДС), из них 94 % продукции реализовано на ОАО «АвтоВАЗ». Выпуск продукции по сравнению 2005 годом вырос на 9,5 %. Является третьим по товарообороту машиностроительным предприятием Тольятти после автозавода.
В 2006 году занимала 298-е место в списке крупнейших российских компаний, в 2007 году — 336-е.
В июне 2010 года с германской компанией Eberspacher создано совместное предприятие «Эберспехер Выхлопные системы Рус» по производству и инженирингу выхлопных систем для автомобилей.
2015 год предприятие с выручкой в размере 1,7 млрд руб. и чистым убытком в 393,6 млн руб. Подобное положение зафиксировано в 2009 году, когда чистый убыток составил 347,8 млн руб., во все остальные отчётные периоды компания показывала положительную чистую прибыль.
На июль 2018 года основным кредитором завода являлась госкорпорация Ростех в лице своей дочерней компании ООО «РТ Капитал», в собственности которого находился завод, которая строила планы о создании мусоросжигательного завода.
В октябре 2018 года «ЭкоРесурсПоволжье» группы «Эковоз» рассматривала пром площадку завода под размещение мусоросортировочного комплекса.
В 2021 году на промышленной площадке запущено производство стальных дверей, группы компаний «Феррони», принадлежащая Евгению Кузнецову. Общее количество частных инвестиций составило более 4,4 миллиарда рублей. Завод пережил сильный пожар, начавшийся вечером в субботу 13 мая 2023 г. Огонь нанес ущерб имуществу предприятия на площади 20 тысяч м², кровля обрушилась на площади 5 тысяч м². Чудесным образом обошлось без жертв. Предварительной причиной пожара считается нарушение технологического процесса. К тушению привлекли больше 300 пожарных и почти 70 единиц техники, включая два поезда. Ситуацию осложняло то, что в здании сломался насос, из-за чего в гидранты перестала поступать вода, её пришлось подвозить. На помощь пришли в том числе соседние предприятия, которые предоставили бойлеры и генераторы для насоса. С пожаром боролись до самого утра и в 06:45 огонь был ликвидирован.
По факту расследуется уголовное дело по ч. 1 ст. 216 УК (нарушение правил безопасности при ведении работ, повлекшее по неосторожности причинение крупного ущерба).